# 청주외국어고등학교
청주외국어고등학교(淸州外國語高等學校)는 대한민국 충청북도 청주시 흥덕구 복대동에 있는 공립 외국어고등학교이다.

## 학교 연혁
- 1990년 10월 12일 : 청주중앙고등학교 어학계열 설치인가
- 1991년 3월 2일 : 6개학과 5학급 200명 입학
- 1991년 11월 28일 : 청주외국어고등학교 설립 인가(6개학과 18학급)
- 1992년 3월 1일 : 초대 박재용 교장 취임
- 1992년 3월 3일 : 개교, 입학식(157명)
- 1992년 3월 4일 : 외국어 특수목적고등학교 지정(교육부 고시 제1992-6호)
- 1993년 8월 30일 : 영어과 1학급 신설 인가(7개학과 21학급 840명)
- 1994년 2월 15일 : 제1회 졸업식(199명)
- 1997년 8월 23일 : 신축 학교 이전(장구봉로 107)
- 2005년 8월 31일 : 학생 기숙사[한가람학사] 개관
- 2020년 1월 17일 : 청주외국어고등학교 미래인재 모델 발표
- 2023년 2월 8일 : 제30회 졸업식(167명) 누계 6,197명
- 2023년 3월 3일 : 2023학년도 제33회 입학식(7학급 159명)
- 2024년 9월 1일 : 제15대 정은영 교장 부임

## 설치 학과
- 독일어·영어과
- 프랑스어·영어과
- 스페인어·영어과
- 러시아어·영어과
- 중국어·영어과
- 일본어·영어과
- 베트남어·영어과

## 참고 자료
- 청주외국어고등학교 - 한국교육학술정보원 학교알리미